# モータウン (アルバム)
『モータウン』（Motown）は、アメリカ合衆国のシンガーソングライター、マイケル・マクドナルドが2003年に発表したカバー・アルバム。

## 背景
タイトル通りモータウンの楽曲をカバーした内容で、モータウンの作品の発売権を持つユニバーサル・インターナショナルのトニー・スウェインがマクドナルドに企画を持ち込み、エリック・クラプトンの作品での手腕を評価されたサイモン・クライミーがプロデューサーに起用された。なお、レーベル側は広く知られているヒット曲のカバーを要求したが、マクドナルド自身の意向により、いわゆる「大ヒット曲」ではない曲も取り上げられた。
当初は2002年10月リリース予定と報じられたが、最終的には2003年に延期され、5月にイギリス/ヨーロッパで先行発売された。

## 反響・評価
アメリカの総合アルバム・チャートBillboard 200では14位に達し、『思慕（ワン・ウェイ・ハート）』（1982年）以来の全米トップ40アルバムとなった。また、『ビルボード』のR&B/ヒップホップ・アルバム・チャートでは17位を記録した。全英アルバムチャートでは4週トップ100入りし、最高29位を記録した。
第46回グラミー賞では、本作が最優秀ポップ・ボーカル・アルバム賞にノミネートされ、収録曲「エイント・ノー・マウンテン・ハイ・イナフ」は最優秀男性ポップ・ボーカル・パフォーマンス賞にノミネートされた。Stephen Thomas Erlewineはオールミュージックにおいて5点満点中3点を付け「これはネオ・ソウル系の新人でなくマクドナルドのレコードであり、清廉かつ明瞭な音作りで、シンセサイザー、ドラムマシン、そしてプロフェッショナルなボーカルに依拠しているが、彼のソロ・レコードに親しんできた人々は、特に不愉快な要素のない、いつも通りの作品と感じるだろう」と評している。

## 収録曲
1. 悲しいうわさ - "I Heard It Through the Grapevine" (Norman Whitfield, Barrett Strong) - 3:44
  - グラディス・ナイト&ザ・ピップスのアルバム『誰もが愛を求めてる』（1967年）より。1968年にはマーヴィン・ゲイのヴァージョンもシングル・ヒットし、アルバム『悲しいうわさ』（1968年）にも収録された。
2. ユー・アー・エヴリシング - "You Are Everything" (Thom Bell, Linda Creed) - 2:48
  - スタイリスティックスがアヴコ・レコードから発表したアルバム『スタイリスティックス登場』（1971年）より。ダイアナ・ロスとマーヴィン・ゲイがモータウンから発表したデュエット・アルバム『ダイアナ&マーヴィン』（1973年）でもカバーされた。
3. 涙をとどけて - "Signed, Sealed, Delivered I'm Yours" (Stevie Wonder, Lee Garrett, Syreeta Wright, Lula Mae Hardaway) - 4:07
  - スティーヴィー・ワンダーのアルバム『涙をとどけて』（1970年）より。
4. 君に愛されたい - "I'm Gonna Make You Love Me" (Kenny Gamble, Jerry Ross) - 3:56
  - ダイアナ・ロス&シュープリームスとテンプテーションズのコラボレーション・アルバム『ダイアナ・ロス&シュープリームスとテンプテーションズ』（1968年）より。
5. エイント・ナッシング・ライク・ザ・リアル・シング - "Ain't Nothing Like the Real Thing" (Ashford & Simpson) - 2:48
  - マーヴィン・ゲイ&タミー・テレルのアルバム『ユアー・オール・アイ・ニード』（1968年）より。
6. リフレクションズ - "Reflections" (Holland–Dozier–Holland) - 3:22
  - ダイアナ・ロス&シュープリームスのアルバム『リフレクションズ』（1968年）より。
7. ハウ・スウィート・イット・イズ - "How Sweet It Is (To Be Loved by You)" (Holland–Dozier–Holland) - 5:21
  - マーヴィン・ゲイのアルバム『ハウ・スウィート・イット・イズ』（1965年）より。
8. エイント・ノー・マウンテン・ハイ・イナフ - "Ain't No Mountain High Enough" (Ashford & Simpson) - 2:49
  - マーヴィン・ゲイ&タミー・テレルのアルバム『ユナイテッド』（1967年）より。
9. 恋 - "All in Love Is Fair" (S. Wonder) - 3:31
  - スティーヴィー・ワンダーのアルバム『インナーヴィジョンズ』（1973年）より。
10. アイ・ウォント・ユー - "I Want You" (Leon Ware, Arthur "T-Boy" Ross) - 4:28
  - マーヴィン・ゲイのアルバム『アイ・ウォント・ユー』（1976年）より。
11. 遠い恋人 - "Distant Lover" (Marvin Gaye, Gwen Gordy Fuqua, Sandra Greene) - 4:20
  - マーヴィン・ゲイのアルバム『レッツ・ゲット・イット・オン』（1973年）より。
12. アイ・ビリーヴ - "I Believe (When I Fall in Love It Will Be Forever)" (S. Wonder, Yvonne Wright) - 5:05
  - スティーヴィー・ワンダーのアルバム『トーキング・ブック』（1972年）より。
13. シンス・アイ・ロスト・マイ・ベイビー - "Since I Lost My Baby" (Smokey Robinson, Warren "Pete" Moore) - 4:34
  - テンプテーションズのアルバム『テンプティン・テンプテーションズ』（1965年）より。

### ボーナス・トラック
1. トゥー・ハイ - "Too High" (S. Wonder) - 5:25
  - スティーヴィー・ワンダーのアルバム『インナーヴィジョンズ』（1973年）より。

## 参加ミュージシャン
- マイケル・マクドナルド - ボーカル(all songs)、ローズ・ピアノ(on #6)、ピアノ(on #13)
- トビー・ベイカー - キーボード、ドラム・プログラミング、ギター、ベース・ギター
- ポール・ウォラー - プログラミング、パーカッション、サウンド・エフェクト
- Jonathan Shackovskoy - Pro Tools(on #10)
- アダム・ブラウン - Pro Tools(on #13)
- トニー・スウェイン - ローズ・ピアノ(on #1, #8)、キーボード(on #2)、シンセサイザー(on #12)
- ティム・エイカーズ - ハモンドオルガン(on #1, #6, #11, #13)
- ティム・カーメン - ハモンドオルガン(on #10)
- クリス・ロドリゲス - エレクトリック・ギター(on #1, #3, #7, #8, #12)、エレクトリック・シタール(on #2, #3)
- サイモン・クライミー - エレクトリック・ギター(on #4)、アコースティック・ギター(on #4)、バックグラウンド・ボーカル(on #5, #7)
- マイケル・トンプソン - ギター(on #3, #6, #8, #10)
- トミー・シムズ - エレクトリック・ギター(on #11)、バックグラウンド・ボーカル(on #7)
- ネイザン・イースト - ベース(on #3, #6, #7, #8, #10, #12)
- ニッキー・ショウ - ドラムス(on #1, #7)、プログラミング(on #6, #7, #9, #11)、パーカッション(on #7)、ドラムス・エディティング(on #12)
- リッキー・ローソン - ドラムス(on #3, #6, #8, #10, #12)
- マーク・ドゥティット - サクソフォーン(on #4, #11)
- クリフ・マスターソン - ストリングス・アレンジ(on #1, #5)
- ニック・イングマン - ストリングス・アレンジ(on #9, #10)
- ジェニファー・カー - バックグラウンド・ボーカル(on #1)
- アン・マッカリー - バックグラウンド・ボーカル(on #1, #3, #4, #6, #8, #12)
- タミー・テイラー - バックグラウンド・ボーカル(on #1, #3, #4, #6, #8, #12)
- ゲイル・M・ウェスト - バックグラウンド・ボーカル(on #1, #3, #4, #6, #8, #12)
- トレイシー・アッカーマン - バックグラウンド・ボーカル(on #2, #5)
- アルフレーダ・マッカリー・リー - バックグラウンド・ボーカル(on #3, #6, #12)
- ドウェイン・スターリング - バックグラウンド・ボーカル(on #3, #6, #12)
- ケヴィン・ウェイラム - バックグラウンド・ボーカル(on #3, #6, #12)
- リオン・ウェア - バックグラウンド・ボーカル(on #10)
- エイミー・ホランド・マクドナルド - バックグラウンド・ボーカル(on #11)
- オードリー・マーテルズ - バックグラウンド・ボーカル(on #11)